# Melinoides simplaria
Melinoides simplaria là một loài bướm đêm trong họ Geometridae.